# Fédération des libéraux
La Fédération des libéraux (Federazione dei liberali) est un petit parti politique italien membre observateur de l'Internationale libérale.